# Megaselia glandularis
Megaselia glandularis är en tvåvingeart som beskrevs av Borgmeier 1958. Megaselia glandularis ingår i släktet Megaselia och familjen puckelflugor. Inga underarter finns listade i Catalogue of Life.